# Multi-touch
Multi-touch (wielokrotny dotyk) – technika umożliwiająca kontrolowanie interfejsów graficznych więcej niż dwoma palcami jednocześnie. Urządzenia multidotykowe w przeciwieństwie do jednodotykowych rejestrują dotknięcie ekranu czy innej powierzchni sterującej (np. tabletu, touchpada) w wielu miejscach jednocześnie. Określenie Multi-Touch jest także używane w stosunku do bardziej ograniczonych rozwiązań takich jak Dual Control, Gest Touch czy Dual-Touch.

Ekran wielodotykowy

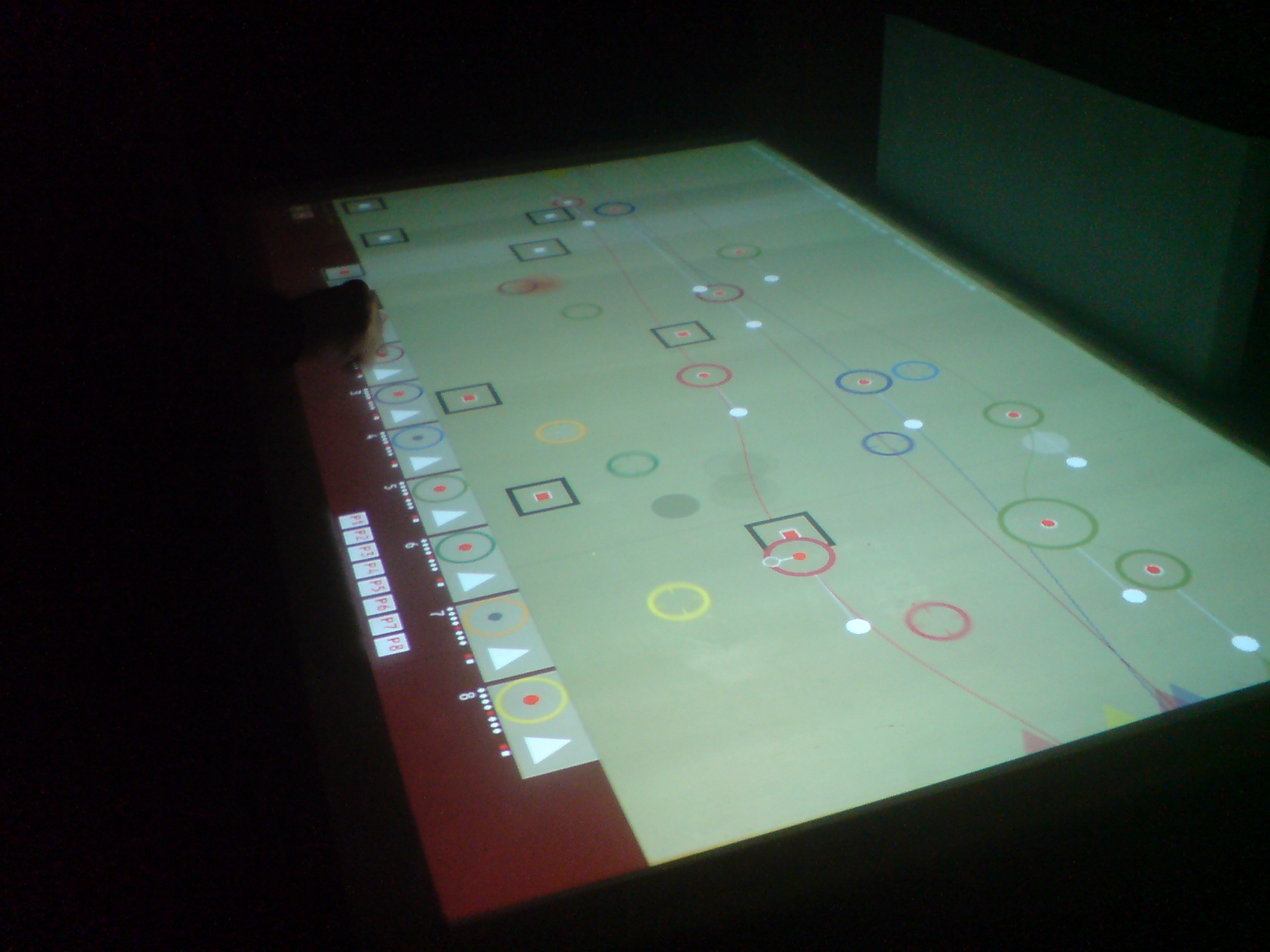
Konsola z ekranem wielodotykowym

Do wykrywania wielokrotnych dotknięć najczęściej wykorzystywana jest technika pojemnościowa, lecz możliwe jest także wykorzystanie podczerwieni, a nawet zastosowanie kamer do analizy położenia palców na ekranie.
Technika pojemnościowa jest używana komercyjnie m.in. w smartfonach i tabletach, takich jak np. iPhone i iPad czy w różnych urządzeniach z Androidem. Obecnie producenci laptopów często dołączają touchpady obsługujące multi-touch do swoich laptopów, a tablety są często lepiej przystosowane do obsługi samym dotykiem niż rysikiem.
Obsługa multi-touch jest obecna w wielu nowoczesnych systemach operacyjnych (np. w Windows 7). W systemach Unixowych, takich jak Linux, serwer X.Org wspiera multi-touch od wersji 7.5, przy pomocy rozszerzenia MPX standardowego protokołu X11.